# František Čáp
František Čáp (7. prosince 1913, Čachovice, Rakousko-Uhersko – 13. ledna 1972, Ankaran, Jugoslávie) byl český filmový režisér a scenárista. Po emigraci v roce 1949 točil filmy v Německu a Slovinsku.

## Život
Střední školu vystudoval v Táboře, Vyšší lesnickou školu pak v Písku. V 19 letech odešel do Prahy k Lucernafilmu, kde si vyzkoušel několik filmařských profesí. V roce 1932 si zahrál studenta gymnázia ve filmu Před maturitou, což byla v jeho životě jediná herecká role. V letech 1939–1948 režíroval asi 16 filmů. Koncem července 1948 se na I. Filmovém festivalu ve Zlíně dostal kvůli filmu Bílá tma do konfliktu s dělnickou kulturní komisí. Přestože film nakonec získal několik ocenění, dělničtí delegáti napsali tzv. Otevřený list filmovým pracovníkům. Disciplinární komise pak Františka Čápa obvinila z urážky dělnické poroty a ten se rozhodl pro emigraci.
V roce 1949 se svou matkou emigroval do Západního Německa, kde v Mnichově pracoval pro Bavaria film. Později se usadil ve Slovinsku, kde se seznámil s ředitelem Triglav filmu a pomáhal zde s rozvojem slovinské kinematografie. Roku 1953 natočil komedii Vesna, jež po několik let patřila k nejpromítanějším filmům v Jugoslávii. V jeho filmu Vrata ostaju otvorena z roku 1959 debutovala srbská herečka Milena Dravić. O rok později natočil špionážní film X25 javlja, který byl prodán do 48 zemí. Definitivně se usadil v Portoroži v roce 1957. Zemřel v ankaranské nemocnici, pochován je v Piranu. V roce 1992 byl o Františku Čápovi natočen dokument Nedokončené léto Františka Čápa.

## Herecká filmografie
- Před maturitou (1932)

## Režijní filmografie
- Ohnivé léto (1939) (spolupráce s Václavem Krškou)
- Panna (1940)
- Babička (1940)
- Jan Cimbura (1941)
- Noční motýl (1941)
- Preludium (1941)
- Kníže Václav (1942)
- Mlhy na Blatech (1943)
- Tanečnice (1943)
- Děvčica z Beskyd (1944)
- Z růže kvítek (1945)
- Muži bez křídel (1946)
- Křižovatka (1947)
- Muzikant (1947)
- Znamení kotvy (1947)
- Bílá tma (1948)
- Kronjuwelen (1950)
- Das Ewige Spiel (1951)
- Die Spur führt nach Berlin (1952)
- Vesna (1953)
- Am Anfang war es Sünde (1954)
- Hilfe - sie liebt mich (1955)
- Trenutki odlocitve (1955)
- Die Geierwally (1956)
- Ne čakaj na maj (1957)
- La Ragazza della salina (1957)
- Vrata ostaju otvorena (1959)
- X-25 javlja (1960)
- Naš avto (1962)
- Srescemo se veceras (1962)
- Piran (1965)
- La Kermesse des brigands (1968)
- Das Kamel geht durch das Nadelöhr (1970)